# The Huntington News
A The Huntington News (korábban The Northeastern News) az Északkeleti Egyetem hallgatói kiadványa.

## Története
Az 1926-ban alapított újság hamarosan elérte a heti tízezres példányszámot. Az önfenntartó publikáció csapata 2008-ban bejelentette, hogy nonprofit szervezetté alakulnak, az újságot pedig The Huntington News névre keresztelik át.
2016-ban az adósságok rendezéséért adománygyűjtést indítottak.

## Fordítás
- Ez a szócikk részben vagy egészben  a   The Huntington News című angol Wikipédia-szócikk ezen változatának fordításán alapul.  Az eredeti cikk szerkesztőit annak laptörténete sorolja fel. Ez a jelzés csupán a megfogalmazás eredetét és a szerzői jogokat jelzi, nem szolgál a cikkben szereplő információk forrásmegjelöléseként.